# Praça Imprensa Fluminense

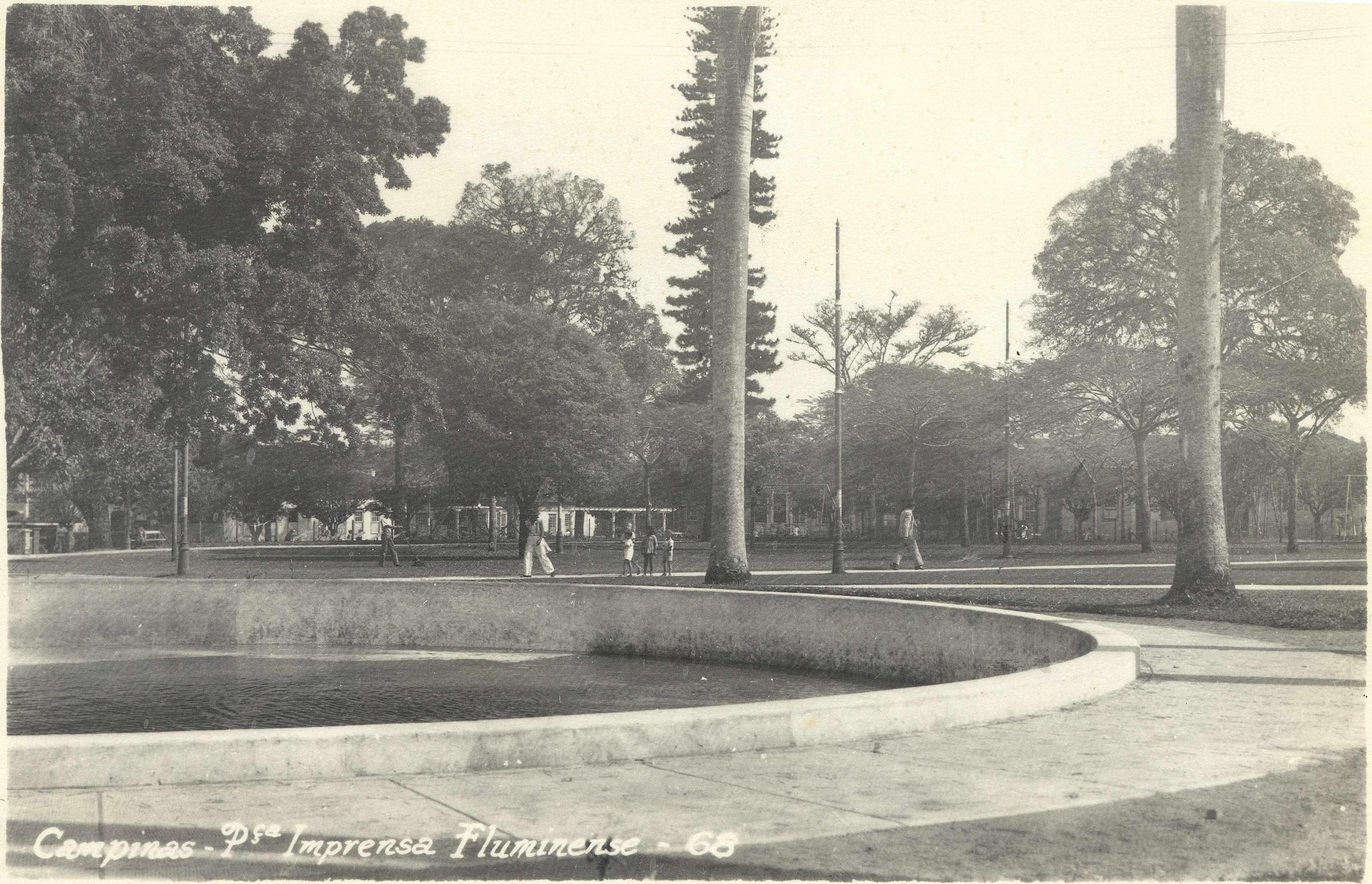
Praça Imprensa Fluminense

A Praça Imprensa Fluminense é um espaço público da cidade de Campinas, São Paulo, Brasil, criado em homenagem ao papel que a imprensa do Rio de Janeiro, então capital do país, teve no apoio à cidade durante a epidemia de Febre Amarela de 1889. O local abriga um dos mais importantes Centros de Convivência Cultural de Campinas.

## Histórico
A criação desse espaço se deu entre 1876, tendo como uma ideia inicial construir um jardim público a fim de que a população pudesse cultivar bons hábitos de saúde. Apesar de finalizada, a construção ainda não possuía um nome oficial e muitos se referiam a localidade como Largo Municipal. Foi só em 1889 que recebeu o atual nome: Praça Imprensa Fluminense. 
Com a demolição do Teatro Municipal, na década de 1960, houve uma necessidade de estabelecer na cidade um novo espaço cultural. Nesse cenário, a Praça da Imprensa Fluminense foi escolhida para sediar o Centro de Convivência Cultural, projeto do modernista Fábio Penteado. Preservando muitas árvores do local, a obra foi inaugurada em 1976 com modernas e marcando a paisagem da praça.

## O Centro de Convivência
A praça foi um prelúdio para onde viria a se estabelecer um dos lugares mais famosos da cidade: O Centro de Convivência Carlos Gomes. As obras do Centro de Convivência começaram em 1967; entretanto, foram interrompidas pouco depois e só retomadas em 1974, até a conclusão do complexo em 1976.
Em 2004 a praça Imprensa Fluminense, lugar no qual se situa o Centro de Convivência, foi reurbanizada: o estacionamento foi retirado e a troca do piso em todo o entorno da praça foi trocado, por blocos de concreto intertravados em duas cores. Também houve a repintura das paredes e o ajardinamento dos canteiros. No ano seguinte, foi necessária a repintura das construções e foram colocados bloqueios físicos nas entradas do Teatro de Arena, acabando assim com o centro da área de convivência. Após isso os eventos no teatro de arena se tornaram raros.

## Estrutura
Dentre os elementos que compõem o centro, destaca-se os dois teatros presentes, de arena e o interno, além de outras salas de espetáculos e galerias de arte. A localidade hoje é mais conhecida por Centro de Convivência do que Praça da Imprensa, o que evidencia a grande importância desse espaço para os campineiros.

## Galeria

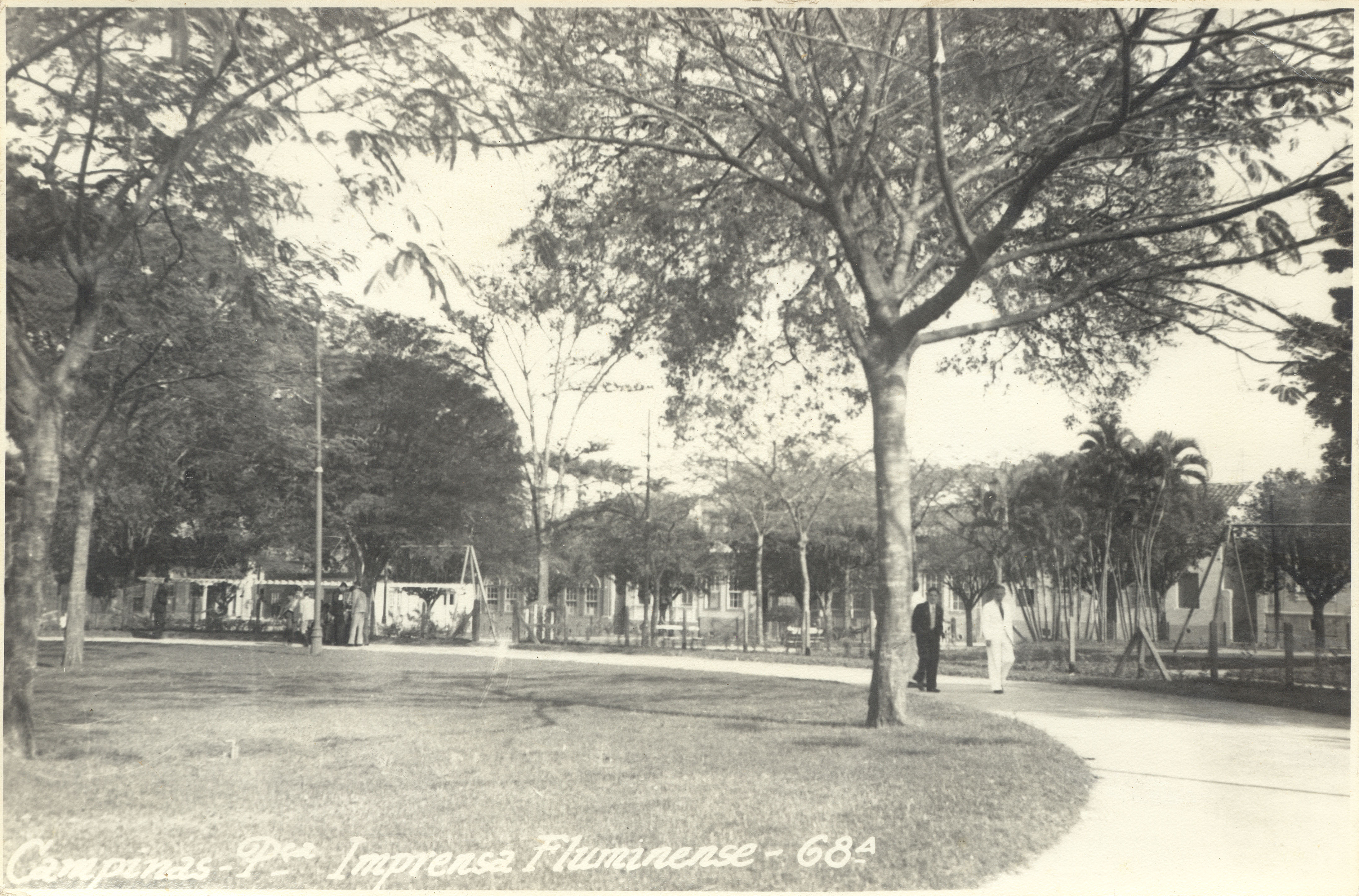
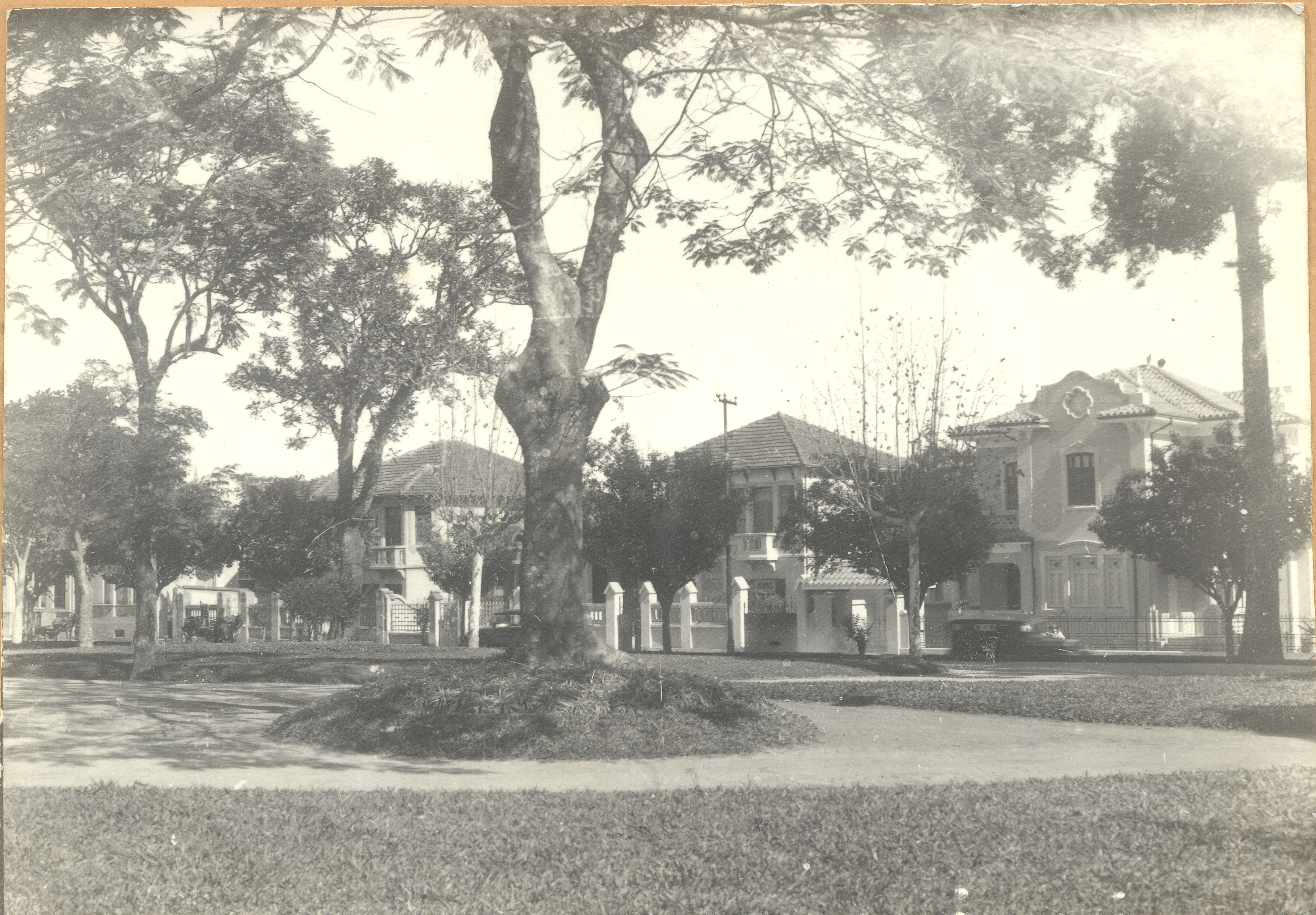